# Echinosphaeria
Echinosphaeria är ett släkte av svampar. Enligt Catalogue of Life ingår Echinosphaeria i familjen Helminthosphaeriaceae, ordningen Sordariales, klassen Sordariomycetes, divisionen sporsäcksvampar och riket svampar, men enligt Dyntaxa är tillhörigheten istället familjen Helminthosphaeriaceae, klassen Sordariomycetes, divisionen sporsäcksvampar och riket svampar.
|                | Diplococcium                                                                           |
|                |                                                                                        |
|                | Spadicoides                                                                            |
|                |                                                                                        |
|                | Ceratosporium                                                                          |
|                |                                                                                        |
| Echinosphaeria | \| \| Echinosphaeria macrospora \| \| \| \| \| \| Echinosphaeria canescens \| \| \| \| |
|                | \| \| Echinosphaeria macrospora \| \| \| \| \| \| Echinosphaeria canescens \| \| \| \| |
|                | Tengiomyces                                                                            |
|                |                                                                                        |
|                | Helminthosphaeria                                                                      |
|                |                                                                                        |
|                | Endophragmiella                                                                        |
|                |                                                                                        |
|                | Oramasia                                                                               |
|                |                                                                                        |
|                | Vermiculariopsiella                                                                    |
|                |                                                                                        |
|                | Echinosphaeria macrospora                                                              |
|                |                                                                                        |
|                | Echinosphaeria canescens                                                               |
|                |                                                                                        |

|  | Echinosphaeria macrospora |
|  |                           |
|  | Echinosphaeria canescens  |
|  |                           |